# یاروسلاو ولچک
یاروسلاو ولچک (چکی: Jaroslav Vlček; ۳ سپتامبر ۱۹۰۰ – ۲۵ ژانویهٔ ۱۹۷۰) بازیکن فوتبال اهل چکسلواکی بود.
از باشگاه‌هایی که در آن بازی کرده‌است می‌توان به باشگاه فوتبال اسپارتا پراگ اشاره کرد.
وی همچنین در تیم ملی فوتبال چکسلواکی بازی کرده‌است.